# Teki Historyczne
Teki Historyczne – kwartalnik historyczny wydawany nieregularnie od 1947 do 2004 w Londynie przez Polskie Towarzystwo Historyczne w Wielkiej Brytanii. 
W piśmie publikowano: artykuły, recenzje, kronikę działalności naukowej emigracji polskiej. Redaktorami byli: od t. 2 (1948) – Otton Laskowski, od t. 6 (1954) – Henryk Paszkiewicz, od t. 15 (1966/1968) – Bohdan Wroński, od t. 17 (1978/1980) - Zdzisław Jagodziński, od t. 18 (1985) – Stanisław Bóbr-Tylingo i  t. 23 (2004) – Aleksander J. Szkuta. Prace ukazujące się w kwartalniku dotyczyły głównie historii Polski. Publikowano je w języku polskim. 

## Spis numerów i skład komitetów redakcyjnych[1]
- T.1, nr 1-2 (1947) komitet redakcyjny: M. Kukiel, T. Sulimirski, J. Jasnowski, E. Oppman;
- T.2, (1948) nr 1, 2, 3, 4  redaktor naczelny: Otton Laskowski; zastępca redaktora i sekretarz redakcji: Wiktor Weintraub; komitet redakcyjny: L. Koczy, M. Kukiel,  E. Oppman, H. Paszkiewicz, T. Sulimirski;
- T.3, (1949), nr 1/2, nr 3, nr 4 redaktor naczelny: Otton Laskowski; zastępca redaktora i sekretarz redakcji: Wiktor Weintraub; komitet redakcyjny: L. Koczy, M. Kukiel,  E. Oppman, H. Paszkiewicz, T. Sulimirski;
- T.4, (1950), nr 1, 2/3, 4 redaktor naczelny: Otton Laskowski; zastępca redaktora i sekretarz redakcji: Wiktor Weintraub (bez nr 4 tam już nie występuje); komitet redakcyjny: L. Koczy, M. Kukiel,  E. Oppman, H. Paszkiewicz, T. Sulimirski
- T.5, nr 1/2-3/4 (1951/1952)  redaktor naczelny: Otton Laskowski; komitet redakcyjny: M. Kukiel (przewodniczący), członkowie: L. Koczy, H. Paszkiewicz, T. Sulimirski;
- T.6, nr 1/2 (1953/1954)  redaktor naczelny: Otton Laskowski; komitet redakcyjny: M. Kukiel (przewodniczący), członkowie: Cz. Chowaniec, M. Danilewiczowa, O. Halecki, L. Koczy, W. Meysztowicz, H. Paszkiewicz, T. Sulimirski;
- T.6, nr 3/4 (1953/1954)  redaktor naczelny: Henryk Paszkiewicz; komitet redakcyjny: M. Kukiel (przewodniczący), członkowie: Cz. Chowaniec, M. Danilewiczowa, O. Halecki, L. Koczy, W. Meysztowicz, T. Sulimirski;
- T.7 (1955)  redaktor naczelny: Henryk Paszkiewicz; komitet redakcyjny: M. Kukiel (przewodniczący), członkowie: Cz. Chowaniec, M. Danilewiczowa, O. Halecki, J. Hoffman, L. Koczy, W. Meysztowicz, T. Sulimirski;
- T.8 (1956/1957)   komitet redakcyjny: komitet redakcyjny: M. Kukiel (przewodniczący), członkowie: Cz. Chowaniec, M. Danilewiczowa, O. Halecki, J. Hoffman, L. Koczy, W. Meysztowicz, T. Sulimirski;
- T.9 (1958)  komitet redakcyjny: M. Kukiel (przewodniczący), członkowie: Cz. Chowaniec, M. Danilewiczowa, O. Halecki, J. Hoffman, L. Koczy, W. Meysztowicz, T. Sulimirski;
- T.10 (1959)  komitet redakcyjny: M. Kukiel (przewodniczący), członkowie: Cz. Chowaniec, M. Danilewiczowa, O. Halecki, J. Hoffman, L. Koczy, W. Meysztowicz, T. Sulimirski;
- T.11 (1960/1961)  komitet redakcyjny: M. Kukiel (przewodniczący), członkowie: Cz. Chowaniec, M. Danilewiczowa, O. Halecki, J. Hoffman, L. Koczy, W. Meysztowicz, T. Sulimirski;
- T.12 (1962/1963) komitet redakcyjny: M. Kukiel (przewodniczący), członkowie: Cz. Chowaniec, M. Danilewiczowa, O. Halecki, J. Hoffman, L. Koczy, W. Meysztowicz, R. Oppmanowa (sekretarz redakcji); T. Sulimirski;
- T.13 (1964/1965) komitet redakcyjny: M. Kukiel (przewodniczący), sekretarz redakcji: R. Oppmanowa; członkowie: Cz. Chowaniec, M. Danilewiczowa, O. Halecki, L. Koczy, W. Meysztowicz, T. Sulimirski;
- T.14 (1965)  komitet redakcyjny: M. Kukiel (przewodniczący), sekretarz redakcji: R. Oppmanowa; członkowie: Cz. Chowaniec, M. Danilewiczowa, O. Halecki, L. Koczy, W. Meysztowicz, T. Sulimirski;
- T.15 (1966/1968)  redaktor naczelny: Bohdan Wroński; komitet redakcyjny: Prezes honorowy: O. Halecki; M. Kukiel (przewodniczący), członkowie: J. Bujnowski, M. Danilewiczowa, L. Koczy, W. Meysztowicz, R. Oppmanowa, A. Sawczyński, T. Sulimirski;
- T.16 (1969/1971)  redaktor naczelny: Bohdan Wroński; komitet redakcyjny: Prezes honorowy: O. Halecki; M. Kukiel (przewodniczący), członkowie: M. Danilewiczowa, Z. Jagodziński, L. Koczy, W. Meysztowicz, R. Oppmanowa, A. Sawczyński, T. Sulimirski;
- T.17 (1978/1980)  redaktor naczelny: Zdzisław Jagodziński; komitet redakcyjny: S. Biegański, S. Bóbr-Tylingo, M. Danilewicz-Zielińska, L. Koczy, L. Maik, W. Meysztowiucz, R. Oppmanowa, T. Sulimirski, A. Szkuta;
- T.18 (1985)  redaktor naczelny: Stanisław Bóbr-Tylingo; komitet redakcyjny: S. Biegański, S. Bóbr-Tylingo, Z. Jagodziński; L. Maik, A. Szkuta, B. Wroński;
- T.19 (1988/1989)  redaktor naczelny: Stanisław Bóbr-Tylingo; komitet redakcyjny: Z. Jagodziński (przewodniczący), S. Biegański, S. Bóbr-Tylingo, L. Maik, A. Suchcitz, A. Szkuta;
- T.20 (1993)  komitet redakcyjny: Z. Jagodziński (przewodniczący), S. Biegański, S. Bóbr-Tylingo, L. Maik, A. Suchcitz, A. Szkuta;
- T.21 (1994/1995)   komitet redakcyjny: Z. Jagodziński (przewodniczący),  S. Bóbr-Tylingo, L. Maik, A. Suchcitz, A. Szkuta;
- T.22 (1999)  komitet redakcyjny: Z. Jagodziński (przewodniczący),  S. Bóbr-Tylingo, L. Maik, A. Suchcitz, A. Szkuta;
- T.23 (2004)  redaktor naczelny: Aleksander J. Szkuta.